# Conus moreleti
Conus moreleti е вид охлюв от семейство Conidae. Видът не е застрашен от изчезване.

## Разпространение и местообитание
Разпространен е в Австралия (Куинсланд и Северна територия), Американска Самоа, Британска индоокеанска територия, Бруней, Вануату, Виетнам, Гуам, Източен Тимор, Индонезия, Камбоджа, Кения, Кирибати, Китай (Гуандун, Гуанси, Синдзян, Фудзиен и Хайнан), Кокосови острови, Коморски острови, Мавриций, Мадагаскар, Майот, Малайзия, Малдиви, Малки далечни острови на САЩ (Остров Бейкър, Уейк и Хауленд), Маршалови острови, Микронезия, Мозамбик, Науру, Ниуе, Нова Каледония, Остров Рождество, Острови Кук, Палау, Папуа Нова Гвинея, Провинции в КНР, Реюнион, Самоа, САЩ (Хавайски острови), Северни Мариански острови, Сейшели, Сингапур, Соломонови острови, Сомалия, Тайван, Тайланд, Танзания, Токелау, Тонга, Тувалу, Уолис и Футуна, Фиджи, Филипини, Френска Полинезия и Япония (Кюшу).
Обитава океани, морета и рифове. Среща се на дълбочина от 6 до 15 m, при температура на водата от 27,6 до 28,5 °C и соленост 34,4 – 34,8 ‰.